# Boog & Elliot 2
Boog & Elliot 2 (Open Season 2) è un film d'animazione del 2009 diretto da Matthew O'Callaghan e co-diretto da Todd Wilderman, sequel del film del 2006 Boog & Elliot - A caccia di amici e secondo film della saga di Boog & Elliot. In alcuni paesi, tra cui il proprio paese di origine, il film è stato distribuito direttamente per l'home video mentre nella maggior parte del mondo è stato rilasciato nelle sale cinematografiche. Negli Stati Uniti, il film è uscito in DVD e Blu Ray il 27 gennaio 2009, anche in Italia il film è uscito direttamente in DVD e Blu Ray e l'11 marzo dello stesso anno.

## Trama
Un anno dopo gli eventi del primo film, a Elliot sono cresciute delle corna enormi. Il cervo infatti sta per sposare Giselle, ma esse si rompono ed Elliot interpreta l'accaduto come un segnale che non debba sposarsi. Mentre gli amici lo convincono a sposarsi, Bob e Bobbie sono sulle tracce del loro bassotto Wurstellini (andato a vivere nella foresta nel primo film) e lasciano dei biscotti per cani per terra, nella speranza che lo riconducano da loro. Mentre il cervo Ian celebra il matrimonio, Elliot vede in lontananza Wurstellini che segue la scia di biscotti, così interrompe la cerimonia per correre verso di lui. Quando Elliot vede Bobbie che riporta Wurstellini sul suo camper, crede che la donna abbia cattive intenzioni e lo racconta agli amici. Giselle, Elliot, l'orso Boog, lo scoiattolo McSquizzy, i germani reali Serge e Deni e il porcospino Buddy formano una squadra per recuperare Wurstellini.
Quest'ultimo e gli animali domestici degli amici di Bob e Bobbie sono diretti a un parco acquatico per animali chiamato "Paradiso dei cuccioli". Il capo degli animali è un barboncino di nome Fifi, che odia gli animali selvaggi a causa di una brutta esperienza passata. Gli animali della foresta trovano il camper con Wurstellini fermo a una stazione di servizio e, mentre i padroni sono distratti, cercano di liberare il bassotto; il piano però fallisce e Buddy rimane bloccato nella lamiera del camper. Mentre Serge e Deni volano per cercare il camper, una discussione tra Giselle ed Elliot degenera, a tal punto che quest'ultimo si separa dal gruppo e va a cercare Wurstellini in solitaria.
Il bassotto intanto arriva a un campeggio, venendo adocchiato da Serge e Deni, che dicono a Boog, McSquizzy e Giselle dove si trova lui. Mentre Fifi cerca di addomesticare Wurstellini, Buddy si libera e riesce a farlo fuggire dal campeggio, ma così facendo Fifi viene fulminato da un collare elettrico, aumentando in lui l'odio verso gli animali selvaggi. Il giorno dopo Boog, McSquizzy e Giselle si recano al Paradiso dei cuccioli e, una volta lì, gli ultimi due entrano travestiti da cani. Nel mentre Buddy e Wurstellini incontrano Elliot; il bassotto avverte il cervo che i suoi amici sono in pericolo, perché verranno fatti a pezzi dagli animali domestici, così anche loro vanno al parco. Una volta arrivati, i tre incontrano Boog nel parcheggio e in quel frangente vengono avvertiti da Serge e Deni che Fifi ha catturato McSquizzy e Giselle.
Con un astuto travestimento Wurstellini, Boog, Elliot e Buddy entrano al parco e gli ultimi due trovano Giselle e McSquizzy legati tra loro, con Fifi che vuole "addomesticarli" con dei collari elettrici. Nonostante anche Elliot e Buddy vengano catturati, Boog riesce a salvarli proprio quando Fifi sta per attivare i collari. Inizia così una battaglia tra Fifi e gli animali selvatici, con gli addetti della sicurezza che sparano dardi tranquillanti. Essa culmina con Fifi che, quando attiva i collari elettrici, realizza solo in quel momento di averli addosso. Animali domestici e selvatici diventano amici e Wurstellini decide di tornare con chi ama davvero, cioè i suoi padroni. Boog, Elliot e gli altri ritornano nella foresta e viene celebrato il matrimonio tra Giselle ed Elliot; poco dopo egli perde l'ultimo corno rimasto.

## Doppiaggio
| Personaggio | Doppiatore originale | Doppiatore italiano  |
| ----------- | -------------------- | -------------------- |
| Elliot      | Joel McHale          | Francesco Pezzulli   |
| Boog        | Mike Epps            | Pino Insegno         |
| Giselle     | Jane Krakowski       | Alessandra Korompay  |
| McSquizzy   | Billy Connolly       | Giorgio Lopez        |
| Fifi        | Crispin Glover       | Franco Mannella      |
| Roberto     | Steve Schirripa      | Claudio Fattoretto   |
| Bobbie      | Georgia Engel        | Paola Giannetti      |
| Rufus       | Diedrich Bader       | Roberto Draghetti    |
| Wurstellini | Cody Cameron         | Fabrizio Vidale      |
| Stanley     | Fred Stoller         | Edoardo Stoppacciaro |
| Charlene    | Olivia Hack          | Rossella Acerbo      |
| Serge       | Danny Mann           | Andrea Mete          |
| Deni        | Matthew W. Taylor    |                      |
| Buddy       | Matthew W. Taylor    | Massimiliano Alto    |
| Ian         | Matthew W. Taylor    | Alessandro Rossi     |
| Lucy        | Nika Futterman       | Monica Migliori      |
| Roger       | Sean P. Mullen       |                      |
| Maria       | Michelle Murdocca    |                      |